# Гай Сулпиций Гал (консул 166 пр.н.е.)
Вижте пояснителната страница за други личности с името Гай Сулпиций Гал.
Гай Сулпиций Гал (на латински: Gaius Sulpicius Gallus; Galus; † малко преди 149 пр.н.е.) e политик на Римската република през 2 век пр.н.е.

## Биография
Внук е на Гай Сулпиций Гал (консул 243 пр.н.е.). Баща му вероятно е преторът от 211 пр.н.е. Гай Сулпиций, който управлява остров Сицилия.
Гал е много добър приятел с Луций Емилий Павел Македоник и през 191/190 пр.н.е. служи при него, когато той е управител на Далечна Испания (Hispania ulterior). През 182 пр.н.е. той участва с консул Павел в похода му против лигурите. Следващата година съобщава за успехите на своя главен генерал в сената.
През 169 пр.н.е. Гал става градски претор заедно с бъдещия си консулски колега Марк Клавдий Марцел и двамата поемат събирането на войници за Третата македонска война, заради протеста на народа от прекаленото старание на двамата консули при тази дейност.
През 168 пр.н.е. Гал взема участие като военен трибун в победоносния поход на Павел против Персей. В нощта преди битката при Пидна (21/22 юни 168 пр.н.е.) има пълно лунно затъмнение и Гал успокоява изплашените войници като им казва как става това. Дори се казва, че го бил предсказал. След това пише книга за астрономия. През 167 пр.н.е. Гал командва войските по заповед на Павел в лагера им в Амфиполис.
През 166 пр.н.е. той е консул заедно с Марк Клавдий Марцел. Те побеждават в Горна Италия лигурите и други алпийски народи и получават след това триумф.
През 164 пр.н.е. той е пратеник заедно с Маний Сергий на Изток до Гърция и Сарди.
Когато негов син умира, той се развежда от жена си, понеже излязла без було. Жени се отново и има син Квинт Сулпиций Гал, който след смъртта му малко преди 149 пр.н.е. живее при Сервий Сулпиций Галба.

## Памет
- Кратерът Сулпиций Гал e наречен на него.